# Erdei csillaghúr
Az erdei csillaghúr (Stellaria nemorum) a szegfűvirágúak (Caryophyllales) rendjébe, ezen belül a szegfűfélék (Caryophyllaceae) családjába tartozó faj.

## Előfordulása
Az erdei csillaghúr előfordulási területe Európa.

## Alfaja
- Stellaria nemorum subsp. glochidisperma Murb.

## Megjelenése
Évelő és lágy szárú növényfaj, amely indákat hajt és 60 centiméter magasra nő meg. A levelei átellenesen ülnek. A felsőbb levelei egyenest a szárból nőnek ki, míg az alsóbbak levélnyeleken ülnek. Az apró, fehér virágain 5 szirom van, de a szirmok annyira bevágottak, hogy egy-egy szirom kettőnek tűnik. 10 porzótája és 3 kopácsa van. Májustól augusztusig virágzik.

## Életmódja
A kedvelt élőhelyei a nedves területek és lombhullató erdők, mint például a bükkösök (Fagus).

## Képek

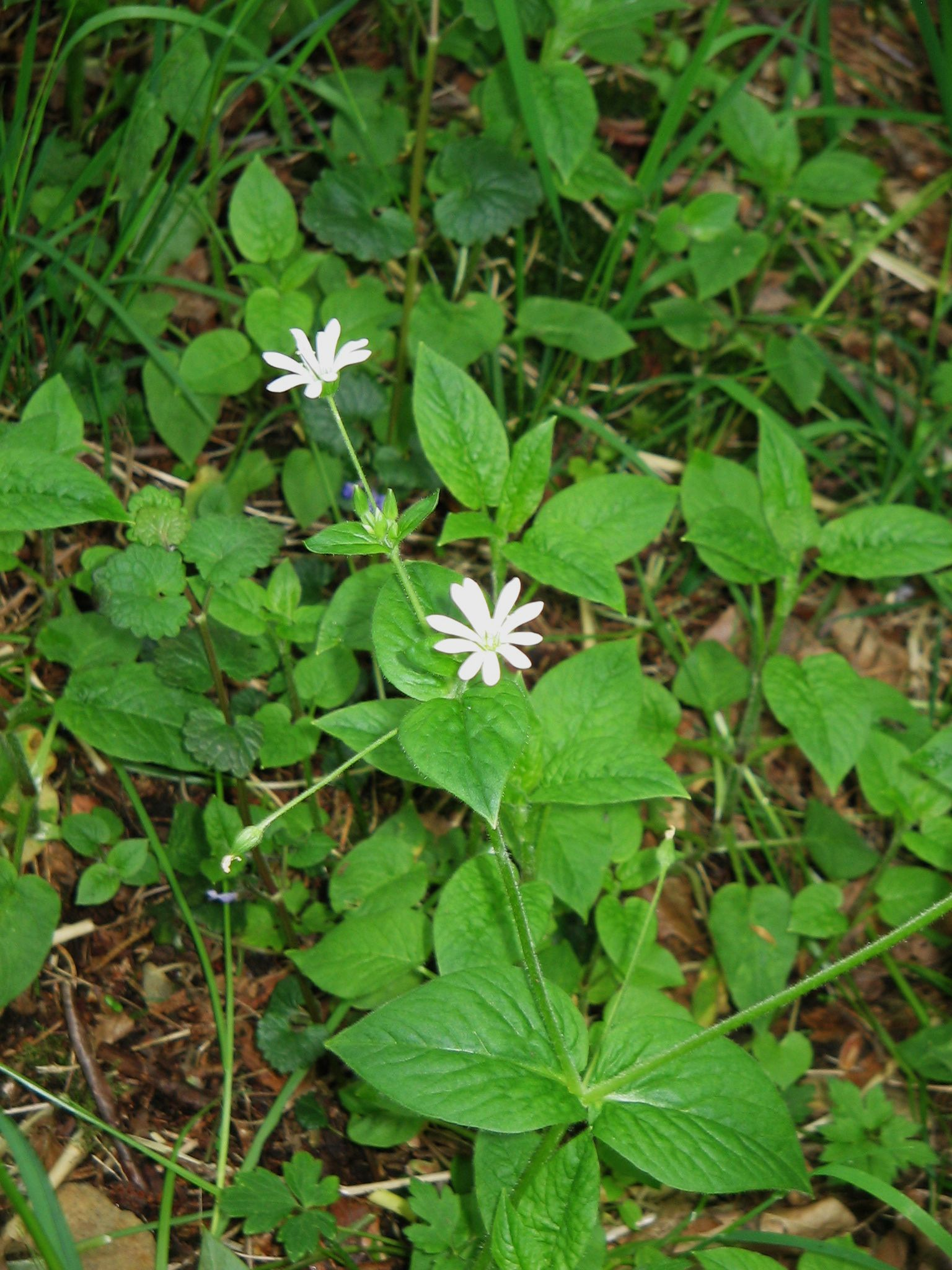
A növény
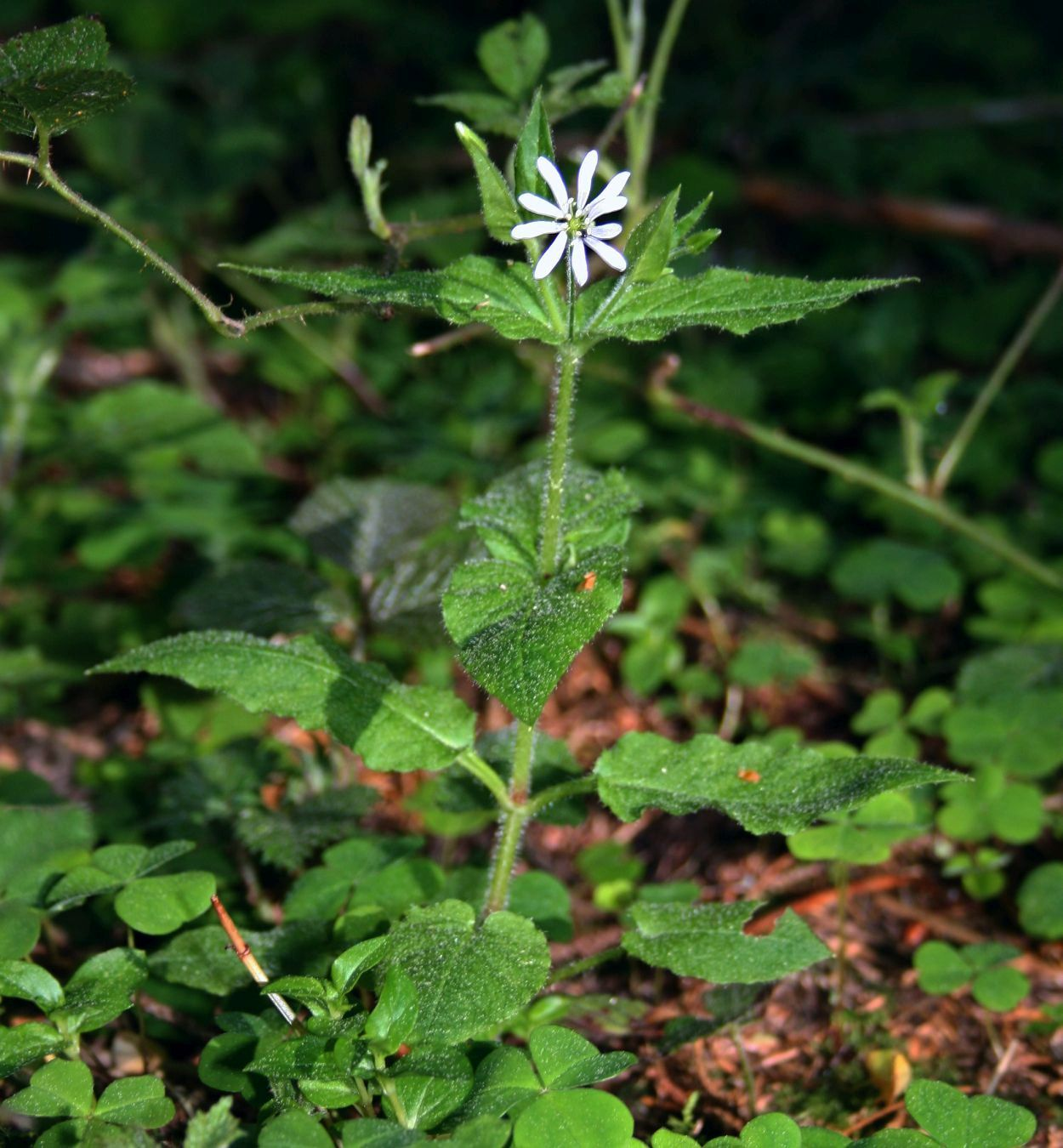
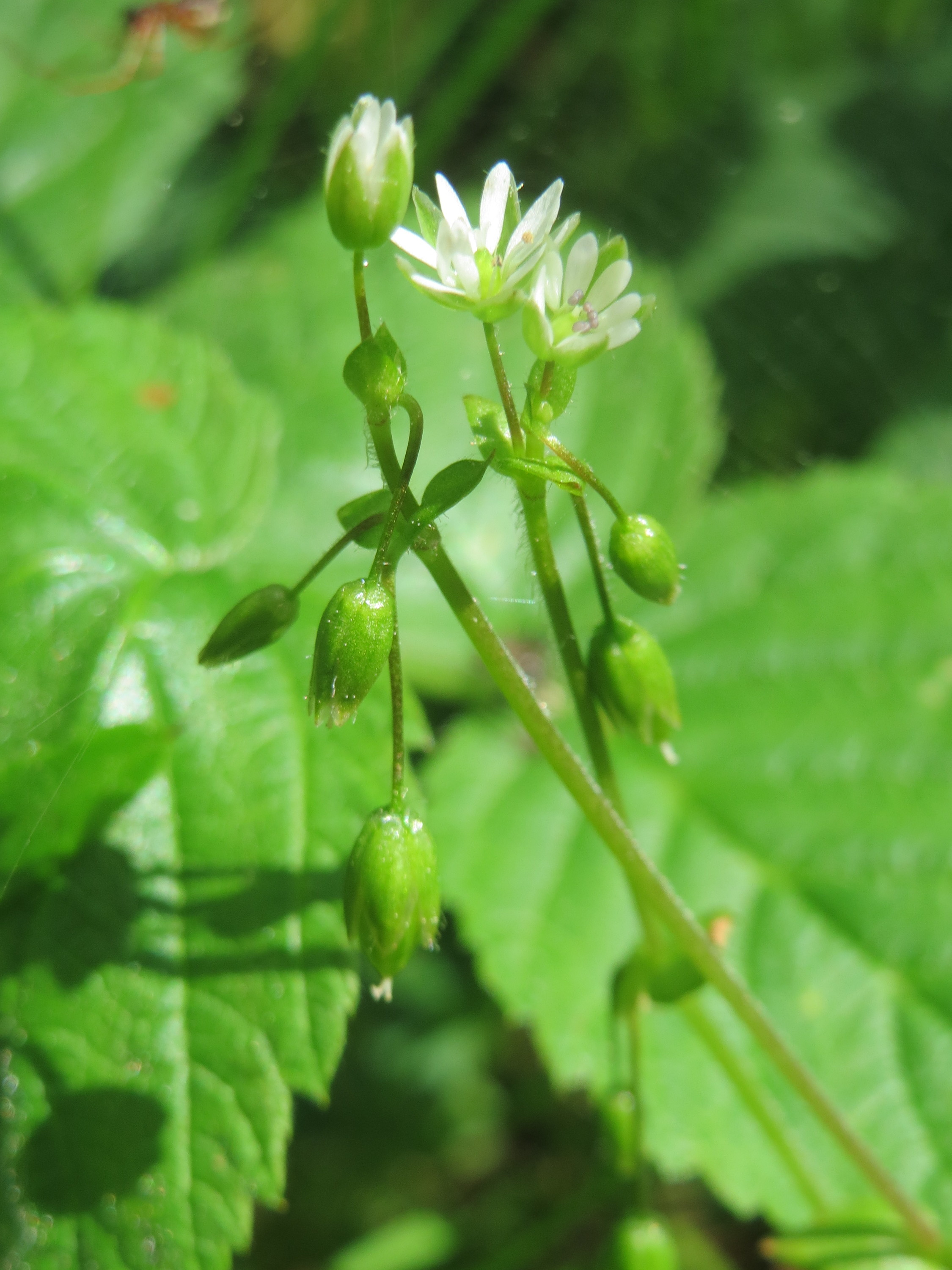
Bimbók és virágok
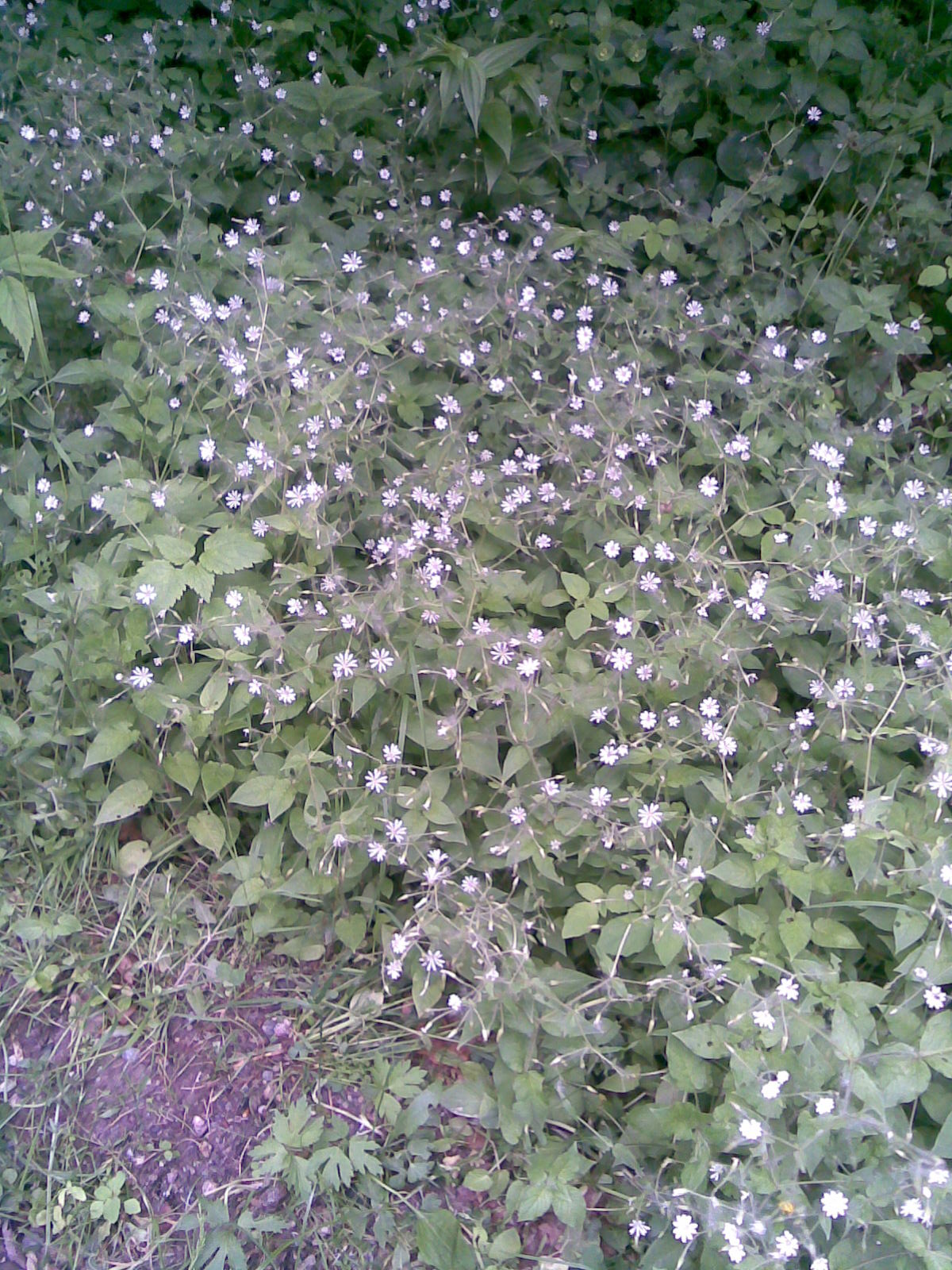
Sűrűn nő a számára megfelelő helyeken
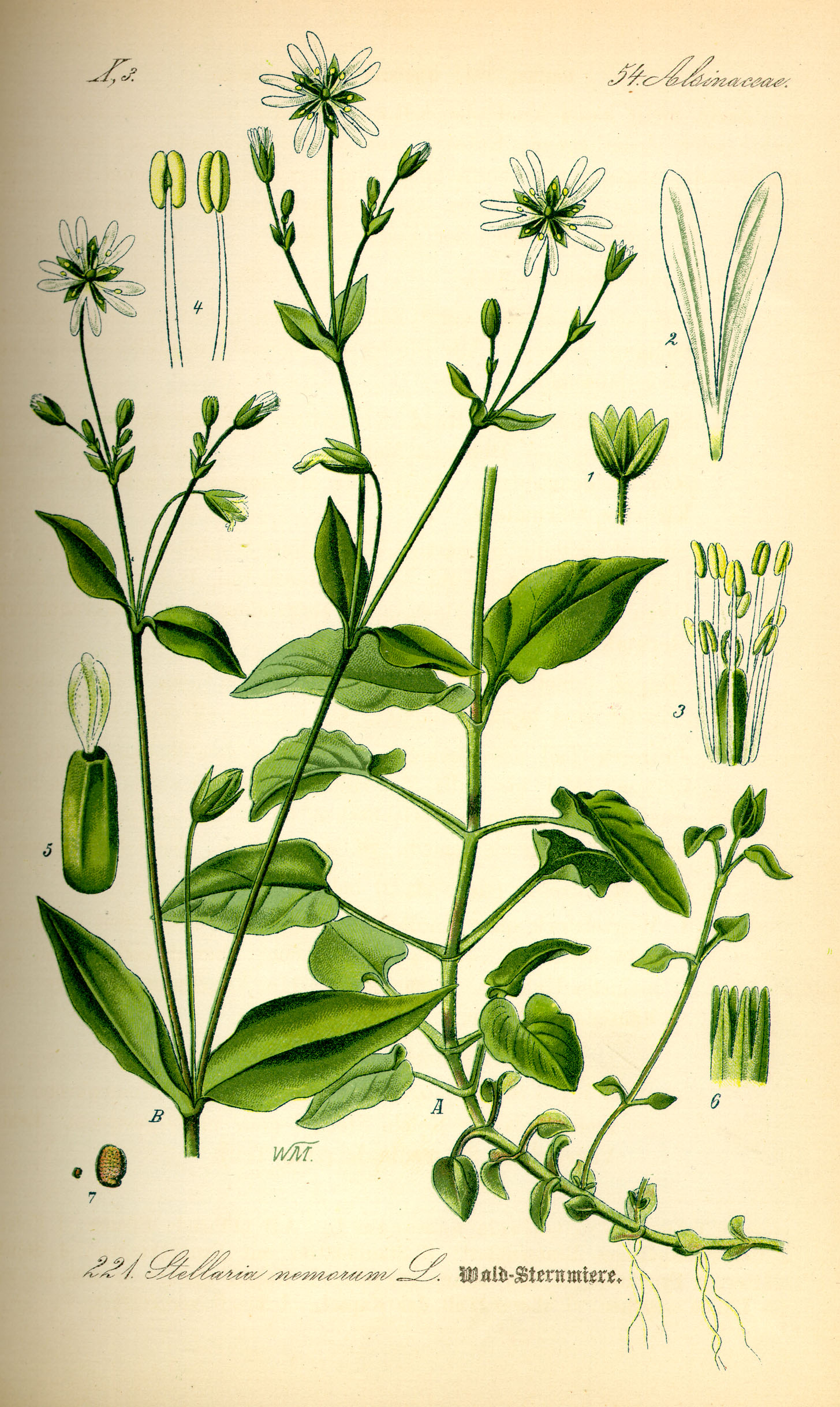
Rajz a növényről és különböző részeiről

### Fordítás
- Ez a szócikk részben vagy egészben  a   Stellaria nemorum című angol Wikipédia-szócikk ezen változatának fordításán alapul.  Az eredeti cikk szerkesztőit annak laptörténete sorolja fel. Ez a jelzés csupán a megfogalmazás eredetét és a szerzői jogokat jelzi, nem szolgál a cikkben szereplő információk forrásmegjelöléseként.